# Bánsági Írás
Bánsági Írás a Román Népköztársaság (RNK) Írószövetsége temesvári fiókjának folyóirata volt 1949–1953 között.
Első száma 1949. augusztus 23. tiszteletére jelent meg, egy időben a temesvári román és német írók hasonló kiadványaival (Scrisul Bănățean, Banater Schrifttum), Dimény István, Ferencz László és Szász Márton külön meg nem jelölt, tényleges szerkesztésében. A 2. szám csak 1951 nyarán követte.

## Állandó munkatársak
Anavi Ádám, Bálint László, Bodor Klára, Drégely Ferenc, Endre Károly, Erdélyi Izolda, Gáspár Tibor, Ivándi Ferenc, Kubán Endre, Lajtha László (Franyó Zoltán), Páll Artúr, Péter László (Ernyes László), Sas Jolán, Szimonisz Henrik, Szobotka András. A lap rendszeresen közölte helyi és bukaresti román és német írók, így Ion Bănuța, Mihail Beniuc, Alexandru Jebeleanu, Eugen Jebeleanu, Virgil Teodorescu, Petre Vintilă és Franz Liebhard munkáit is.
1952-től rendszeresen negyedévenként jelent meg, bevonva munkatársai közé nem helyi szerzőket (Balla Károly, Beke György, Fáskerthy György, Gálfalvi Zsolt, Gréda József, Hornyák József, Horváth Imre, Majtényi Erik, Simon Magda).

## További irodalom
- Marosi Péter: Bánsági Írás. Utunk 1949/20.
- Bajor Andor: Van-e „sajátos bánsági irodalom”? Irodalmi Almanach 1952/1–2.
- Dimény István: Az elvszerűtlen bírálat ellen. Utunk 1952/16.
- Fodor Sándor: Több szerkesztői segítséget a szerzőknek. Utunk 1952/28.